# Agência Sueca de Cooperação para o Desenvolvimento Internacional
A Agência Sueca de Cooperação para o Desenvolvimento Internacional (em sueco:  Styrelsen för internationellt utvecklingssamarbete, com a sigla Sida) é uma agência governamental sueca, subordinada ao Ministério do Exterior. 
Está vocacionada para gerir a maior parte do apoio da Suécia em África, na Ásia, na América Latina e na Europa Central e Oriental, tendo como objetivo contribuir para a irradicação da pobreza e da opressão no Mundo.

A sede da agência está localizada na cidade de Estocolmo, dispondo ainda de dois escritórios na Suécia – em Visby e em Härnösand.

Conta com uns 816 funcionários (2025), em serviço na Suécia e nas embaixadas dos países com os quais a Sida coopera.